# La Ferté-Villeneuil

La Ferté-Villeneuil este o comună în departamentul Eure-et-Loir, Franța. În 1 ianuarie 2018 avea o populație de 379 de locuitori.